# Le Tableau parlant
Le Tableau parlant est un opéra comique, décrit comme étant  une comédie-parade, en un acte composé par André Grétry, sur un livret de Louis Anseaume.

## Historique
Cet opéra fut créé le  20 septembre 1769 par l'Opéra-Comique dans la salle de l' Hôtel de Bourgogne à Paris.

## Rôles
| Rôlele    | Voix     | Distribution de la création, 20 septembre 1769 (Direction: - ) |
| --------- | -------- | -------------------------------------------------------------- |
| Isabelle  | soprano  | Marie-Jeanne Trial                                             |
| Léandre   | ténor    | Antoine Trial                                                  |
| Cassandre | ténor    | Jean-Louis Laruette                                            |
| Pierrot   | ténornor | Jean-Baptiste Guignard                                         |
| Columbine | soprano  | Marie-Thérèse Laruette                                         |

## Argument
En l'absence de Léandre, fiancé d'Isabelle, Cassandre persuade Isabelle de l'épouser. Cassandre parti et Léandre de retour, Isabelle change d'avis. Elle demande au portrait de Cassandre s'il accepte ce changement de situation, mais découvre que Cassandre lui-même est caché derrière la peinture.

## Sources
- Amadeus Almanac, consulté le 6 Novembre 2008
- Tableau parlant, Le par Michael Fend, dans The New Grove Dictionary of Opera, ed. Stanley Sadie (London, 1992)  (ISBN 0-333-73432-7)